# Manulea
Manulea is een bestuurslaag in het regentschap Belu van de provincie Oost-Nusa Tenggara, Indonesië. Manulea telt 2412 inwoners (volkstelling 2010).